# Bertrand Schwartz
Pour les articles homonymes, voir Schwartz.
Bertrand Schwartz, né à Paris le 26 février 1919 et mort le 30 juillet 2016 à Paris, est un ancien élève de l'École polytechnique, ingénieur au Corps des mines. Il a dirigé l’École des mines de Nancy.

## Biographie
Après des études aux lycées Janson-de-Sailly, Saint-Louis et Louis-le-Grand, il entre en 1939 à l’École polytechnique. Il est incorporé dès le début de la guerre et officie comme sous-lieutenant à Dunkerque en juin 1940. En 1943, il rejoint les Forces françaises libres et la division Leclerc. Il fait le débarquement de Normandie.
Il fait un stage d’ouvrier-mineur de six mois puis intègre l'école des Mines de Paris. En 1948, il est nommé à l'École des mines de Nancy, puis soutient une thèse de physique sur les pressions de terrain dans les mines. Il devient en même temps conseiller technique aux Charbonnages de France.
Il dirige l'École des mines de Nancy (1957-1966). En 1960, il devient directeur du Centre universitaire de coopération économique et sociale (CUCES) de Nancy puis impulse en 1963 la création de l'Institut national pour la formation des adultes (INFA). Il prend la direction du Centre universitaire de coopération économique et sociale (CUCES), organisme créé en 1954 pour rapprocher l'université et l'entreprise pour l’éducation permanente. Il en est directeur de 1960 à 1972. Il en définit les objectifs en insistant sur le perfectionnement des ingénieurs et cadres et sur le développement de la PST (Promotion Supérieure du Travail), les unités capitalisables mises en place. Des méthodologies de “l'analyse des besoins en formation” seront élaborées soit par une recherche-action soit par des protocoles d'enquêtes.
En 1968, il est conseiller technique au ministère de l’Éducation nationale, puis, en 1969, conseiller à l’Éducation permanente, dans ce même ministère. Il y dirige le projet Éducation permanente du Conseil de l’Europe et travaille sur une prospective en matière d’éducation à l'échelle européenne.
En 1974, il assure un enseignement de sciences de l'éducation à l'université Paris-Dauphine, puis devient délégué interministériel à l'insertion professionnelle et sociale des jeunes en difficulté (1983-1985), il est nommé membre du Conseil économique et social en 1985. Il est l’organisateur de la mission «Nouvelles qualifications» et il a créé et présidé l'association «Moderniser sans exclure».

## Responsabilités éditoriales et associatives
En 1969, il crée la revue Éducation permanente, revue de recherche dans le champ de la formation et du développement des adultes.
Il a été l’inspirateur des Missions locales pour l'insertion professionnelle et sociale des jeunes et a écrit un rapport sur l'insertion professionnelle et sociale des jeunes, à la demande du Premier ministre de l'époque, Pierre Mauroy. En 1989, Bertrand Schwartz devient responsable de la Mission « Nouvelles Qualifications » dont la finalité était l'étude des conditions de transfert d'une démarche de formation en alternance innovante et qui fonctionne jusqu'en 1993. Elle a ensuite des déclinaisons régionales, notamment dans le Nord-Pas-de-Calais.
Il participe, à partir de 1997, à la mise en œuvre du programme Nouveaux Services - Emplois Jeunes et au développement de la médiation sociale, en particulier avec la ville de Grenoble, puis, en avril 1992 au lancement de l'association Moderniser sans exclure, destinée à la lutte contre l'exclusion des personnes à faible niveau de qualification, jusqu'en octobre 2003.

## Vie privée
Il est apparenté à la famille Debré.

## Hommages et distinctions
- 2013 :  Grand-croix de la Légion d'honneur[10].
- Grand officier de l'ordre national du Mérite (1995)[11]
- docteur honoris causa de l'université de Genève
- Docteur honoris causa de l'Université de Montréal
- Docteur honoris causa de université de Bologne
- Docteur honoris causa de l'université de Louvain-la-Neuve
- 2008 : prix de l’Éthique 2008[12]
- 1989 : prix international d'éducation Grawemeyer Award[13].
- Le lycée professionnel de Pompey, un centre de formation de l'AFPE (Morlaix), l'IFSI de Prémontré portent son nom.

### Publications
- « Réflexions sur le développement de l'éducation permanente », Revue française de pédagogie, no 4, 1968, p. 32-44.
- "Pour une éducation permanente", revue Education permanente, n° 1, mars 1969
- L'Éducation demain, étude de la Fondation Européenne de la Culture, Paris, Aubier-Montaigne, 1973 pour la langue française
- Avec Henry Janne, Le Développement européen de l’Éducation Permanente, Commission des communautés européennes, Luxembourg : office des publications officielles des communautés européennes, 1976.
- Une autre école, Paris, Flammarion (collection La Rose au poing), 1977
- L'Insertion des jeunes en difficulté (rapport au Premier ministre), Paris, La Documentation française, 1981
- "Une nouvelle chance pour l'éducation permanente", revue Education permanente, n° 98, 1989
- Rapport sur l'insertion professionnelle et sociale des jeunes (réédition avec une nouvelle préface), suivi de Bien sous tout rapport (Philippe Labbé) et du Manifeste pour un contrat social avec la jeunesse (Association nationale des directeurs de Missions locales), Paris, Apogée, 2007
- Moderniser sans exclure, Paris, La Découverte, 1994
- Le changement est affaire de volonté politique, revue Education permanente n° 129, 1996